# Margarethakerk (Oosterlittens)
De Margarethakerk is een kerkgebouw in Oosterlittens in de Nederlandse provincie Friesland.

## Beschrijving
De eenbeukige kerk was oorspronkelijk gewijd aan Margaretha van Antiochië. Het schip uit de 12e eeuw is gedeeltelijk van tufsteen. Het halfrond gesloten koor uit de 13e eeuw is van baksteen. De spitsboogvensters en de sacristie dateren uit de 15e eeuw en het maniëristisch poortje in de zuidgevel uit 1655. De toren van drie geledingen uit 1854 met ingesnoerde spits is gebouwd naar plannen van Frederik Stoett. Er hangt een klok (1576) van Willem Wegewaert en een klok (1620) van Hans Falck.
Het interieur wordt gedekt door een houten tongewelf. Er is een overhuifde herenbank (1604), een preekstoel (1755) met klankbord en enkele rouwborden. Het orgel uit 1867 is gemaakt door Willem Hardorff.

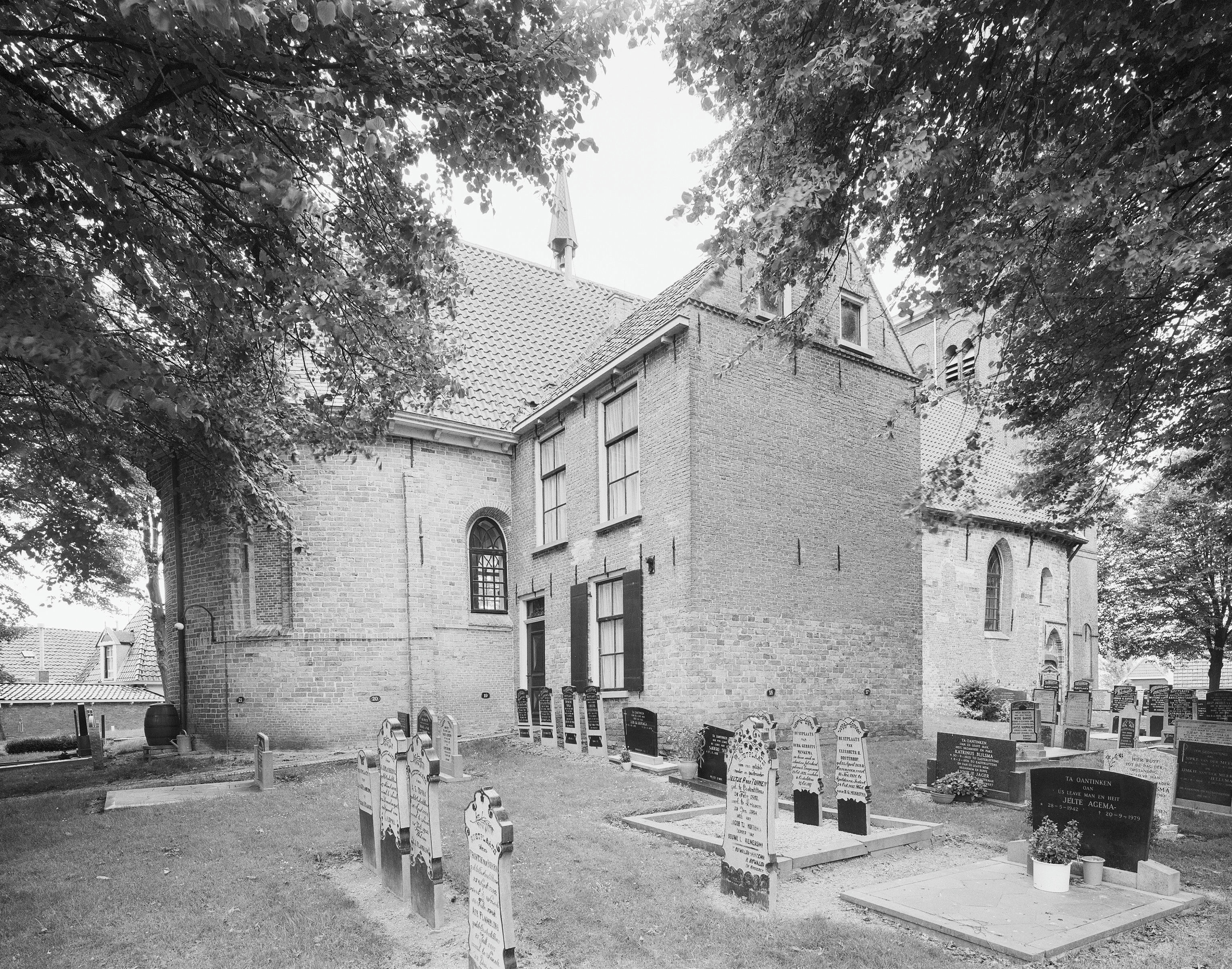
Noordoostgevel (2000)
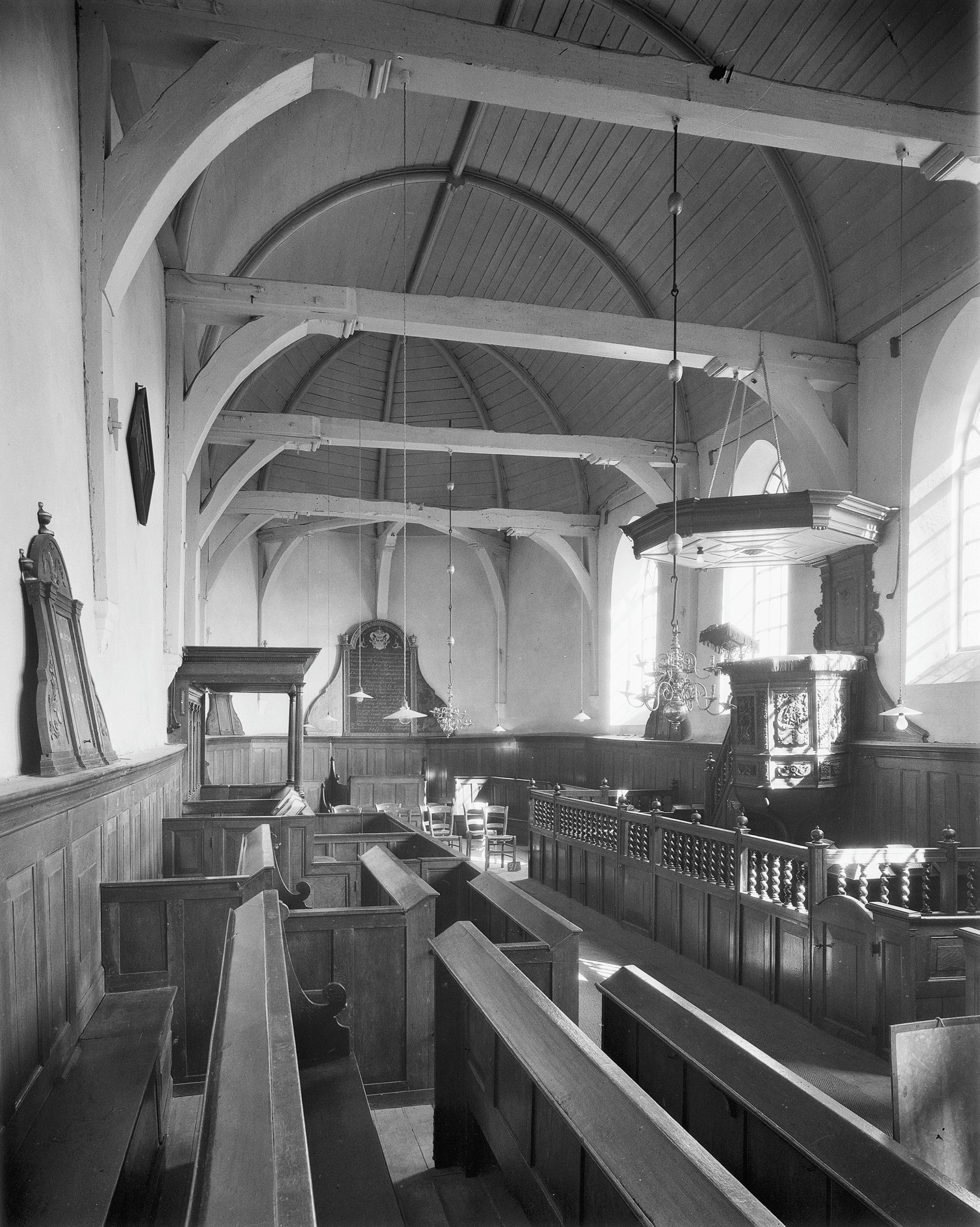
Interieur met preekstoel (1959)
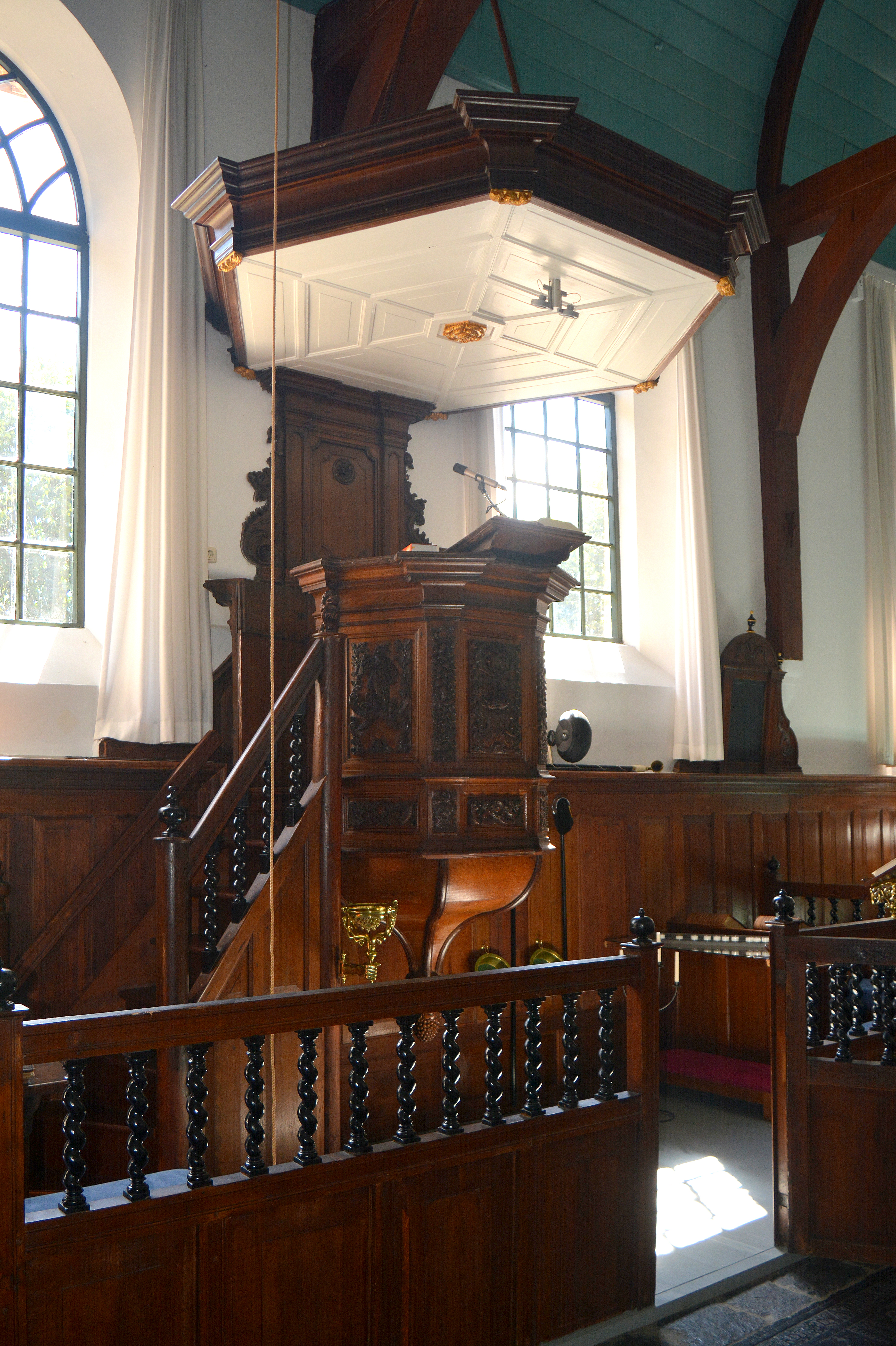
Preekstoel (2018)
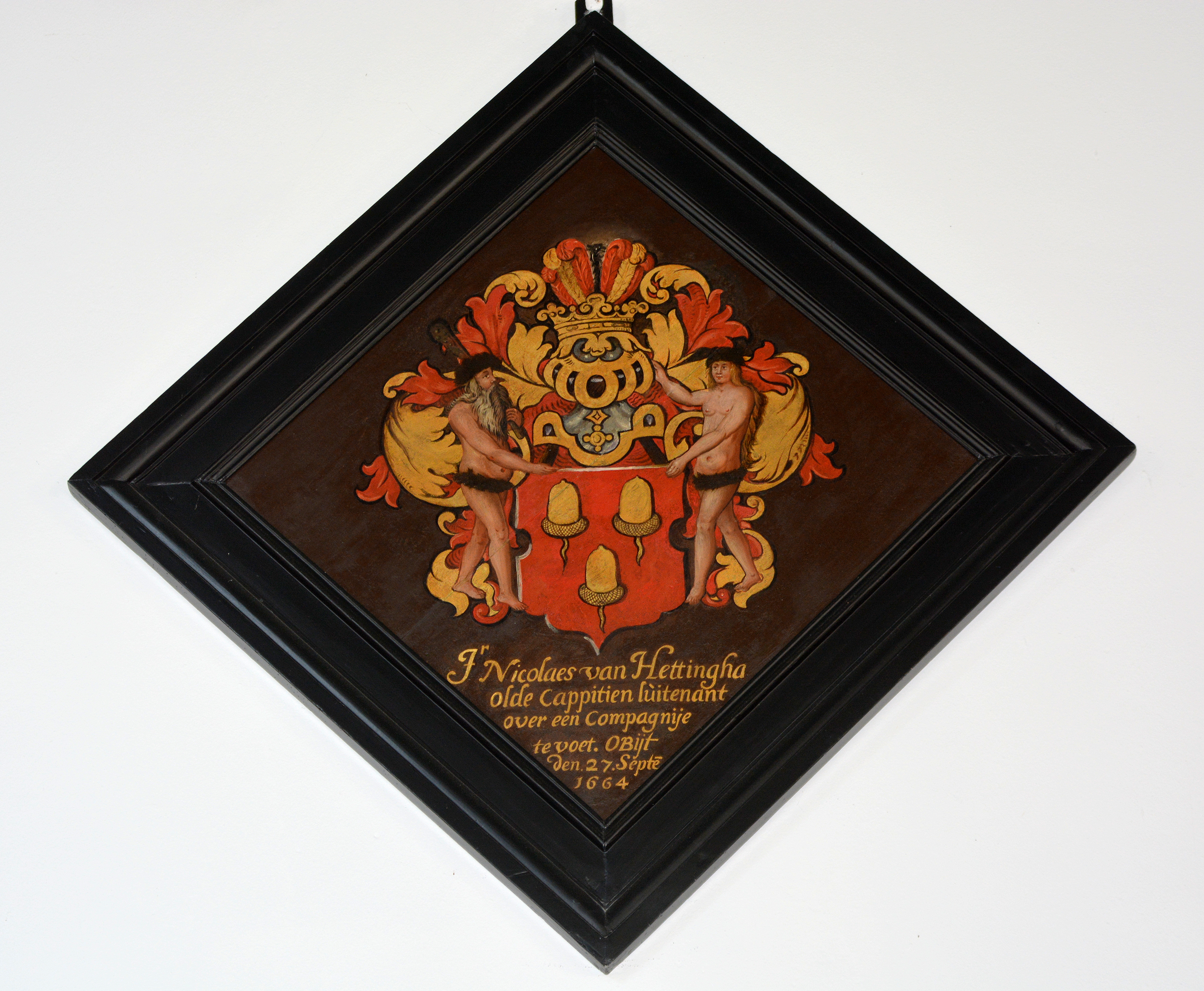
Rouwbord Nicolaas van Hettingha